# Pavlodar
Pavlodar (Kazachs en Russisch: Павлодар) is een - met district gelijkgestelde - stad in noordoostelijk Kazachstan aan de rivier de Irtysj (zijrivier van de Ob) en is de hoofdstad van de oblısı Pavlodar. De stad ligt in de buurt van het Ertis-Qarağandı-kanaal op 350 kilometer ten noordoosten van Astana en 350 kilometer ten zuidoosten van de Russische stad Omsk. Het was bij de volkstelling van 2009 de zesde stad van Kazachstan. De stad wordt overwegend bevolkt door Russen (46 %), met minderheden van Kazachen (39 %) en Oekraïners (6,7 %).

## Geschiedenis
De stad werd in 1720 gesticht door Siberische Kozakken als een van de Russische forten aan de rivier de Irtiysj tegen de Oirat-Mongolen. Het fort werd Korjakovski (Коряковский) genoemd, naar het nabijgelegen Korjakovskimeer waar zout werd gewonnen. Lange tijd bleef het een kleine kozakkennederzetting met als belangrijkste economische activiteiten de zoutwinning en de langzaam opkomende mijnbouw van lood, koper en zilver. In de tweede helft van de 18e eeuw verloor het fort haar militaire waarde. Door de groeiende handel werd de plaats op 4 april 1861 door tsaar Alexander I benoemd tot zasjtatny (plaats met zelfbestuur) Pavlodar, wat "Gave van Paul" betekent, naar de toen net geboren tsarenzoon Paul Aleksandrovitsj. Acht jaar later in 1869 werd het het bestuurlijk centrum van oblast Semipalatinsk. Daarop werd een stadsplan opgesteld, waarbij het zwaartepunt van de nieuwe stad kwam te liggen ten noorden van de kozakkennederzetting. Begin 20e eeuw kwam een spoorlijn van de steenkoolmijnen van Ekibastuz naar Pavlodar gereed. Het was toen nog steeds weinig meer dan een verzameling van huizen uit klei, die blootstonden aan de droge zanderige steppewinden. Er waren geen verharde wegen en geen rioleringssysteem of centraal waterleidingssysteem.
Na de Russische Revolutie ontstond in november 1917 een arbeiders- en soldatensovjet van de bolsjewieken en op 1 oktober 1918 werd Pavlodar onderdeel van de Sovjet-Unie. In de anti-religie campagne van de jaren 30 werden door de communisten veel kerken gesloopt en de moskeeën ontdaan van hun minaretten.
Op 15 januari 1938 werd de oblısı Pavlodar (toen oblast Pavlodar) gevormd en werd Pavlodar het bestuurlijk centrum hiervan.
Tijdens de Grote Vaderlandse Oorlog werd in 1942 vanuit Krasnodar de 'oktober'-machinefabriek naar Pavlodar geëvacueerd.
De stad maakte een zeer grote groei door toen de maagdelijke gronden campagne van Nikita Chroesjtsjov begon. Vanaf januari 1955 werden een aluminiumfabriek en een fabriek voor de bouw van maaidorsers opgestart en vanaf 1956 begon de bevolking hard te groeien en werd begonnen met het uitbreiden van de faciliteiten in de stad. Deze periode wordt ook wel gezien als de start van het moderne sovjet-Pavlodar. Ook werden in de jaren 50 een olieraffinaderij, een elektriciteitscentrale en een chemische fabriek gebouwd.
Pavlodar was een gesloten stad tot 1992 in verband met een tankfabriek in de stad. In de jaren 90 kreeg de industrie het moeilijk door de gevolgen van de perestrojka. Ook trokken veel Russen weg naar Rusland en veel Wolgaduitsers naar Duitsland. In 1998 werd een spoorlijn van Pavlodar naar Aqsu gebouwd. De stad heeft na de onafhankelijkheid van Kazachstan een culturele opleving doorgemaakt die vorm heeft gegeven aan haar huidige identiteit. Veel straten kregen Kazachse namen, etnische festivals kwamen op, nieuwe parken en fonteinen werden gebouwd, religieuze gebouwen kwamen op zoals de Grote moskee van Pavlodar en Russisch-orthodoxe gebouwen en de oever van de Ertis werd gerenoveerd. De stad ligt in een relatief rustig gebied, maar wordt door de regering, die onder Nasarbajev een nationale Kazachse identiteit voorstaat, in de gaten gehouden vanwege het hoge percentage (60 %) niet-Kazachen.

## Economie
Pavlodar is vooral een industriestad met constructie- en metaalindustrie (de aluminiumfabriek is de grootste economische activiteit), petrochemie, machinebouw en energievoorziening.
Pavlodar heeft op zijn grondgebied een van de drie olieraffinaderijen van Kazachstan. In tegenstelling tot de 2 andere olieraffinaderijen in Sjimkent en Atyrau is deze in Pavlodar volledig gericht op de verwerking van Russische olie, uit de gasgebieden van oblast Tjoemen, vermits ze is verbonden met het Russisch aardoliepijpleidingennetwerk. De raffinaderij heeft een theoretische verwerkingscapaciteit van 7,5 miljoen ton aardolie per jaar.
Het is het belangrijkste centrum van Kazachstan voor steenkool (mijnbouw) en elektriciteitsvoorziening. De landbouw rond de stad omvat vooral graan en veehouderijen. De regio rond Pavlodar is een van de rijkste gebieden van Kazachstan in termen van natuurlijke hulpbronnen.
Pavlodar is tevens het politieke en culturele centrum van de omringende oblısı. Als een van de grootste steden en vanwege haar ligging in een gebied rijk aan natuurlijke hulpbronnen in Kazachstan heeft de stad het voordeel mee te delen in de opbrengsten van energie en mineraal-exporten van het land.

## Cultuur en bezienswaardigheden
Ondanks de grote industrialisatieperiode biedt de stad nog veel historische gebouwen. Het wordt gezien als een van de meest historische steden van het noorden van Kazachstan. De stad is nog steeds overwegend Russisch en ligt op slechts 110 kilometer van de Russische grens.

## Geboren in Pavlodar
- Danïyal Axmetov (1954) - ex-premier van Kazachstan (2003 - 2007); huidig minister van landsverdediging
- Evgenia Brendes (1989) - Belgische actrice